# Fertilizante inorgânico
Fertilizante inorgânico ou fertilizante mineral é o nome dado pela Organização Internacional para Padronização ao fertilizante no qual os nutrientes declarados estão na forma de sais inorgânicos obtidos por extracção e/ou por processos industriais químicos e/ou físicos. Genericamente, o termo aplica-se ao material fertilizante que não contém carbono como componente essencial da sua estrutura química básica.

## Tipos e composição
Os fertilizantes inorgânicos comerciais geralmente contêm uma mistura em partes variáveis dos três nutrientes fundamentais: nitrogénio (N), fósforo (P) e potássio (K), sendo por isso correntemente designados por NPK. Designam-se por completos quando contêm os três elementos, e por incompletos quando contêm apenas um nutriente, como nitrato de amónia, ou um composto de dois nutrientes, como fosfato de amónia. O termo completo aqui não deve ser interpretado no sentido do fertilizante em questão fornecer todos os nutrientes que planta necessita, nem de que o fertilizante é constituído somente destes três elementos. Outros nutrientes e micro-elementos podem fazer parte da sua composição, mantendo-se no entanto como principal referência as proporções dos três elementos fundamentais, habitualmente colocados nos rótulos sob a forma N-P-K. Assim, por exemplo, um fertilizante marcado como 10-5-3 é composto por 10 partes de nitrogênio para cada 5 partes de fósforo e cada 3 partes de potássio.

## Eficiência e desvantagens
Os fertilizantes inorgânicos são, caracteristicamente, de rápida acção e baixo custo. No entanto, alguns fertilizantes, como os baseados em amónia, podem acidificar o solo numa utilização a longo prazo. Uma vez que estes fertilizantes são sais, uma das suas maiores desvantagens é o seu potencial para lixiviar o solo e queimar colheitas, se mal aplicados.
Fertilizantes com baixa taxa de libertação de nitrogénio estão disponíveis, mas a um preço muito mais elevado. Estas taxas de libertação são regidas por factores ambientais, tais como o nível de humidade do solo e a temperatura. Este tipo de fertilizantes é por vezes designado como WIN (water insoluble nitrogen).